# Tomatlán (Veracruz)
Tomatlán es una localidad del estado mexicano de Veracruz. Es cabecera del municipio de Tomatlán.

## Demografía
| Censo | Población |
| ----- | --------- |
| 1900  | 1 278     |
| 1910  | 1 656     |
| 1921  | 1 212     |
| 1930  | 1 427     |
| 1940  | 1 411     |
| 1950  | 1 605     |
| 1960  | 2 049     |
| 1970  | 2 317     |
| 1980  | 3 290     |
| 1990  | 3 404     |
| 1995  | 3 598     |
| 2000  | 3 801     |
| 2005  | 3 959     |
| 2010  | 4 348     |
| 2020  | 4 415     |